# Klingelbach
Klingelbach ist eine Ortsgemeinde im Rhein-Lahn-Kreis in Rheinland-Pfalz. Sie gehört der Verbandsgemeinde Aar-Einrich an.

## Geographie
Klingelbach liegt im westlichen Hintertaunus, auf dem Einrich dem etwas niedrigeren Nordwestteil des Taunus. Klingelbach ist das Kirchdorf des zentralen Einrichs. Es grenzt direkt nordwestlich an das größere Katzenelnbogen, den Sitz der Verbandsgemeinde.

## Geschichte
Erstmals wird der Ort 1184 in einer Urkunde des Papstes Lucius III. genannt, in der er Klingelbach in Klingelbach jenseits der Bach und diesseits der Bach aufteilte. Erst ab 1818 bildete sich aus der Siedlung eine eigene Gemeinde, die Teil des Herzogtums Nassau war. Nassau und mit ihm Klingelbach wurde 1866 von Preußen annektiert. Seit 1946 ist Klingelbach Teil des Landes Rheinland-Pfalz. 1972 kam es im Zuge einer Verwaltungsreform zur Bildung der Verbandsgemeinde Katzenelnbogen, der die Ortsgemeinde Klingelbach bis 2019 angehörte und die dann in der Verbandsgemeinde Aar-Einrich aufging.
Bevölkerungsentwicklung
Die Entwicklung der Einwohnerzahl von Klingelbach, die Werte von 1871 bis 1987 beruhen auf Volkszählungen:
| Jahr | Einwohner |
| 1815 | 243       |
| 1835 | 385       |
| 1871 | 369       |
| 1905 | 375       |
| 1939 | 376       |
| 1950 | 470       |

| Jahr | Einwohner |
| 1961 | 478       |
| 1970 | 534       |
| 1987 | 545       |
| 1997 | 778       |
| 2005 | 753       |
| 2023 | 772       |

## Politik

### Gemeinderat
Der Gemeinderat in Klingelbach besteht aus zwölf Ratsmitgliedern, die bei der Kommunalwahl am 9. Juni 2024 in einer Mehrheitswahl gewählt wurden, und dem ehrenamtlichen Ortsbürgermeister als Vorsitzendem. Bis zur Wahl 2019 wurde in einer personalisierten Verhältniswahl gewählt, da mindestens zwei Wahlvorschlagslisten eingereicht wurden.
Die Sitzverteilung im Gemeinderat:
| Wahl | SPD               | WGR 1             | WGR 2             | Gesamt   |
| ---- | ----------------- | ----------------- | ----------------- | -------- |
| 2024 | per Mehrheitswahl | per Mehrheitswahl | per Mehrheitswahl | 12 Sitze |
| 2019 | 4                 | 4                 | 4                 | 12 Sitze |
| 2014 | 3                 | 5                 | 4                 | 12 Sitze |
| 2009 | 3                 | 5                 | 4                 | 12 Sitze |
| 2004 | 3                 | 6                 | 3                 | 12 Sitze |

### Bürgermeister
Ortsbürgermeister von Klingelbach ist Hans-Jörg Justi. Bei der Direktwahl am 26. Mai 2019 wurde er mit einem Stimmenanteil von 72,05 % und am 9. Juni 2024 als einziger Bewerber mit 57,5 % jeweils für fünf Jahre wiedergewählt.